# Voorste Diesdonk
Voorste Diesdonk is een buurtschap in de gemeente Asten in de Nederlandse provincie Noord-Brabant. Het ligt vier kilometer ten noordwesten van het dorp Asten, tussen de buurtschappen Achterste Diesdonk en het dorp Lierop.
Dorpen: Asten · Heusden · Ommel

Buurtschappen: Achterbosch · Achterste Diesdonk · Behelp · Bussel · De Beek · De Berken · Dijk · Laarbroek · Oostappen · Rinkveld · Stegen · Voordeldonk · Voorste Diesdonk · Voorste-Heusden · Vosselen

Noord-Brabant: Steden en dorpen      Nederland: Provincies · Gemeenten